# Anna Antoinette Weber-van Bosse
Anna Antoinette Weber-van Bosse (Ámsterdam, 27 de marzo de 1852 - Eerbeek, 29 de octubre de 1942) fue una botánica, y algóloga neerlandesa.

## Biografía
Se casa joven y rápidamente enviuda. Y vuelve a casarse con el zoólogo germano-neerlandés, Max Carl Wilhelm Weber (1852-1937).
Ganó su fama, participando en dos expediciones a las Indias Orientales Neerlandesas, la primera entre 1888-1889 y la segunda organizada por su marido, y conocida como "Expedición Siboga" entre 1899 a 1900, estudiando algas coralinas.

## Algunas publicaciones
- 1942. Jubileumdeel Voor Dr A.A. Weber-van Bosse. Blumea 2: Supplement. Editor Rijksherbarium, 117 pp.
- 1928. Liste des algues du Siboga. n.º 59. Editor E.J. Brill, 533 pp.
- 1911. Note sur les "Caulerpa" de l'île Taïti et sur un nouveau "Caulerpa" de la Nouvelle-Hollande. Editor Masson, 8 pp.
- 1905. Ein Jahr an Bord I. M. S."Siboga", von Frau A. Weber-Van Bosse. Beschreibung der holländischen Tiefsee-Expedition im niederländisch-indischen Archipel, 1899-1900. Nach der II. Auflage aus dem Holländischen übertragen von Frau E. Ruge-Baenziger... Tradujo E. Ruge-Baenziger. Editor W. Engelmann, 370 pp.
- 1904. Een Jaar Aan Boord H.M Siboga. Colaboró y editó E.J. Brill. 337 pp.
- 1904. The "Corallinaceae" of the "Siboga"-expedition, by A. Weber-Van Bosse,... and M. Foslie,... Editor E.J. Brill, 110 pp.
- 1887. Étude sur les algues parasites des paresseux. Editor Loosjes

- La abreviatura «Weber-van Bosse» se emplea para indicar a Anna Antoinette Weber-van Bosse como autoridad en la descripción y clasificación científica de los vegetales.[1]La abreviatura "A.A.Weber" corresponde a A.Alois Weber.